# 三齿驼蝶螺
三齿驼蝶螺（学名：Cavolinia tridentata），是有壳翼足目驼蝶螺科驼蝶螺属的一种。其种加词“tridentata”来源于拉丁文“tri-”和“dentatus”，意为“三”和“齿状”。主要分布于韩国、中国大陆、台湾，常栖息在浅海沙底。

## 棲息與分布地
三齒駝蝶螺的分佈極為廣泛，包括地中海、大西洋（亞速爾群島、維德角與緬因灣）、加勒比海（墨西哥灣、小安地列斯群島）、印度洋（馬斯克林群島）、印度洋-太平洋海域以及紐西蘭。